# Gobierno de Valentín Paniagua
El gobierno de Valentín Paniagua fue una administración transitoria en la historia republicana del Perú que empezó el 22 de noviembre de 2000 y culminó el 28 de julio de 2001.

## Elección
Tras los diversos escándalos revelados entre septiembre y noviembre de 2000, Alberto Fujimori viajó a la cumbre de APEC en Brunéi el día 13 de noviembre del 2000; luego de ello se dirigió a Kuala Lumpur y posteriormente a Tokio, desde donde estaba previsto emprender viaje a Panamá para la X Cumbre Iberoamericana.
Mientras tanto en Lima, la Presidenta del Congreso la congresista fujimorista Martha Hildebrandt, fue censurada el mismo 13 de noviembre y luego, tras 2 reñidas elecciones entre oficialistas y opositores, es que se elige el día 16 de noviembre a Valentín Paniagua Corazao de Acción Popular como el nuevo Presidente del Congreso.
El día 19 de noviembre de ese mismo año, tras cancelar su viaje de Tokio a Panamá, el presidente Fujimori renunció a su cargo desde Japón remitiendo una carta vía fax. 
El primer vicepresidente Francisco Tudela había renunciado en el mes de octubre y al segundo vicepresidente Ricardo Márquez le correspondía asumir la jefatura del Estado. Sin embargo, una delegación enviada por el gobierno de los Estados Unidos, en la que se encontraban Peter Romero, Secretario de Estado adjunto para América Latina, y Arturo Valenzuela, asistente especial del presidente Bill Clinton, cambiaron el panorama. Los enviados de Washington sostuvieron entrevistas con el vicepresidente, con ministros y con dirigentes opositores y les plantearon las prioridades del gobierno americano: un presidente provisional hasta las elecciones de abril que cuente con el respaldo de la oposición, suspensión de los ascensos de una treintena de generales y almirantes promovidos a última hora por la cúpula militar y mantenimiento de la Mesa de Diálogo de la Organización de Estados Americanos.
El día lunes 20 de noviembre, el vicepresidente Márquez renunció a su cargo en un mensaje televisado, con lo cual, según la línea de sucesión presidencial establecida por la Constitución Política de 1993, las funciones deberían ser asumidas por el presidente del Congreso.
El Congreso no dio trámite a la renuncia presentada por Fujimori y reunido en una sesión especial declaró la incapacidad moral permanente de Alberto Fujimori y la Vacancia de la Presidencia de la República. Luego se procedió a la sucesión legal, de tal manera que Valentín Paniagua asumió como Presidente Transitorio.

## Gobierno
El día 23 de noviembre del año 2000, Valentín Paniagua dirigió un mensaje a la nación en el cual llamó a la unidad y designó al exsecretario general de las Naciones Unidas Javier Pérez de Cuéllar como primer ministro del país.
El 25 de noviembre de 2000 se tomó un juramento a los miembros del gabinete ministerial, entre los cuales se encontraban reconocidos abogados, economistas y algunos exministros. Algunos de ellos fueron reemplazos de personajes cercanos al expresidente Alberto Fujimori.
Durante los ocho meses de gobierno se renovó el Poder Judicial, desactivo a los Comités de Autodefensa, se creó la Comisión N° 27234 y se liberó a los presos políticos que habían sido encarcelados injustamente durante el gobierno de Fujimori, entre ellos Yehude Simon Munaro. Se apoyó la reincorporación al Ejército de quienes el 12 de noviembre de 1992 intentaron levantarse contra Fujimori.
En el ámbito internacional, Perú retornó a la Corte Interamericana de Derechos Humanos, se suscribió la Declaración de Chapultepec sobre la libertad de prensa y  se firmó la Carta Democrática Interamericana de la OEA
En diciembre de 2000, el ministro de Economía y Finanzas, Javier Silva Ruete, se reunió con los directivos del Fondo Monetario Internacional en Lima para la negociación de un programa económico para combatir la recesión. Tras dos semanas de conversaciones, el ministro informó que se concretaría un préstamo del FMI para cubrir todo el año 2001 así como que se aplicarían políticas macroeconómicas moderadas y se buscaría un avance sostenido de las reformas estructurales.
En abril de 2001, tras la publicación de diversos vladivideos en los que se podía ver a mandos militares y policiales reuniéndose con el exasesor presidencial Vladimiro Montesinos, los jefes de las Fuerzas Armadas y policiales dimitieron de sus cargos. El general Pablo Carbone, comandante general de la Fuerza Aérea, leyó un comunicado en el que reconoció la utilización de las instituciones armadas para fines ilícitos. Junto a Carbone, se encontraban también el general Carlos Tafur, comandante general del Ejército; el vicealmirante Víctor Ramos, comandante general de la Marina, y el general Armando Santisteban, director general de la Policía Nacional. A los pocos días, el gobierno nombró a los nuevos mandos militares: José Cacho Vargas (Ejército), Luis Vargas Caballero Cooban (Marina) y Miguel Medina (FAP).
El 26 de mayo de 2001 el gobierno formó la Comisión de Estudio de las Bases para la Reforma Constitucional, presidida por el ministro de Justicia Diego García-Sayán Larrabure e integrada por los constitucionalistas Domingo García Belaúnde (como vicepresidente), Javier de Belaúnde López de Romaña, Samuel Abad Yupanqui, Alberto Borea Odría, Francisco Eguiguren Praeli, Jorge Danós Ordóñez, Javier Alva Orlandini, Raúl Ferrero Costa, Beatriz Merino, Patricia Donayre, entre otros. Dicha Comisión presentó el proyecto de reforma constitucional en julio de 2001.

### Comisión de la Verdad y Reconciliación
El 4 de junio de 2001, mediante el Decreto Supremo N° 065-2001-PCM, el gobierno de Paniagua creó la Comisión de la Verdad, encargada de esclarecer el proceso, los hechos y responsabilidades de la violencia terrorista y de la violación a los derechos humanos producidos desde mayo de 1980 hasta noviembre de 2000, 
El Gobierno de Paniagua designó como comisionados a Salomón Lerner Febres (presidente) Beatriz Alva Hart, Enrique Bernales, Carlos Iván Degregori, Gastón Garatea Yori, Alberto Morote Sánchez y Carlos Tapia García.
Dicha comisión continuó su trabajo en el siguiente gobierno de Alejandro Toledo y entregó su informe final en 2003.

## Ministros
| Predecesor: Gobierno de Alberto Fujimori | Gobierno del Perú 22 de noviembre de 2000 a 28 de julio de 2001 | Sucesor: Gobierno de Alejandro Toledo |

## Sondeos de opinión

### Aprobación presidencial
| Encuestadora/Medio | Fecha | Muestra | Valentín Paniagua (Presidente de la República) | Valentín Paniagua (Presidente de la República) | Valentín Paniagua (Presidente de la República) |     |      |      |      |
| Encuestadora/Medio | Fecha | Muestra | Aprob.                                         | Desap.                                         | NS/NO                                          |     |      |      |      |
| ------------------ | ----- | ------- | ---------------------------------------------- | ---------------------------------------------- | ---------------------------------------------- | --- | ---- | ---- | ---- |
| Encuestadora/Medio | Fecha | Muestra | Analistas & Consultores/Gestión                | 31 ene–2 feb 2001                              | NS/NO                                          | 450 | 74.3 | 12.3 | 12.9 |

### Otras encuestas
En el año 2002, una encuesta realizada por Apoyo reveló que Valentín Paniagua gozaba de una mayor credibilidad entre la población. En contraste, la credibilidad de Alberto Fujimori, Alan García Pérez y Alejandro Toledo obtuvo valoraciones más bajas.